# Westpreußischer Geschichtsverein
Der Westpreußische Geschichtsverein war eine Vereinigung, die die fundierte Forschung der Geschichte Westpreußens organisieren und fördern wollte.
Er wurde 1879 gegründet und bestand bis etwa 1944.

## Geschichte
1879 wurde der Historische Verein für die Geschichte der Stadt und des Regierungsbezirks Danzig gegründet. Er bestand bei der Gründung bereits aus über 400 Mitgliedern, darunter den namhaftesten westpreußischen Regionalhistorikern Theodor Hirsch, Max Perlbach und Max Toeppen. Eine wichtige finanzielle und organisatorische Unterstützung gewährte der Oberbürgermeister Leopold von Winter. Nachdem der Versuch eines  Zusammenschlusses mit dem Marienburger Geschichtsverein von diesem abgelehnt worden war, entschieden sich die Mitglieder 1880, trotzdem eine Umbenennung in Westpreußischen Geschichtsverein vorzunehmen und die Aktivitäten und Forschungen auf die gesamte preußische Provinz Westpreußen auszudehnen.
Der Verein war in der Zeit seines Bestehens der renommierteste Geschichtsverein der Region und publizierte die wichtigsten historischen Zeitschriften, Quelleneditionen und weitere Publikationen. Spätestens 1945 wurde die Tätigkeit eingestellt. Seit 1961 führt die Copernicus-Vereinigung die Forschungsarbeit zur westpreußischen Geschichte weiter.

## Veröffentlichungen
Der Westpreußische Geschichtsverein veröffentlichte viele Schriften zur Geschichte Westpreußens, darunter zwei jährlich erscheinende Publikationsreihen, Urkundenbücher, Ständeakten und mehr.
- Zeitschrift des Westpreussischen Geschichtsvereins, 1880–1941, 76 Hefte Digitalisate
- Mitteilungen des Westpreußischen Geschichtsvereins, 1901–1943, 42 Hefte Digitalisate (1901–1918, 1931–1943)
  - Inhaltsverzeichnis der Mitteilungen des Westpreußischen Geschichtsvereins. Personen, Orte, Sachen., bearb. v. Friedrich Schwarz, Danzig 1940, Digitalisat
- Schriften des Westpreußischen Geschichtsvereins
- Pommerellisches Urkundenbuch, hrsg. von Max Perlbach, Bertling, Danzig 1881–1916. (Neudruck: Scientia, Aalen 1969) Digitalisate